# Aeolesthes perplexa
Aeolesthes perplexa là một loài bọ cánh cứng trong họ Cerambycidae.